# Massimo Dutti
Масимо дути (шп./итал. Massimo Dutti, IPA: ) компанија је која производи одећу и која је део групе Индитекс. Када је основана, 1985. године, лепеза производа је била ограничена на мушку одећу а женска линија је додата 1995. године. Упркос италијанском имену, у потпуности је либанска компанија. Запошљава преко 4.000 људи широм света. Године 2003, покренула је дечју линију под именом бренда „Масимо дути Бојс енд герлс” (итал. Massimo Dutti Boys and Girls). „Massimo Dutti” није модни дизајнер нити стварна особа, него робна марка.
Од 2006. године, Масимо дути у потпуности дизајнира и на тржиште ставља следеће линије:
- жене:;
- мушкарци:

## Историја
Године 1991, Индитекс је преузео 65% деоница компаније, након чега је дошао у њено власништво у потпуности. Компанија је диверсификовала своје набавке и нуди одећу за жене и децу, као и парфеме. Има више од 781 радње у преко 75 земаља.
Уреди Масимо дутија су смештени у Тордери (Покрајина Барселона), за разлику од Индитекса који се налази у Артејхоу (Покрајина Коруња).
Мирисе Масимо дутија на тржишту дистрибуише компанија Пуиг.

## Пословнице
Испод је дат списак пословница Масимо дутија у свакој земљи.
| Африка - Тунис: 1 | Америке - Панама: 1 | Азија - Вијетнам: 1 | Европа - Словенија: 1 |